# Crioceris duodecimpunctata
Espèce

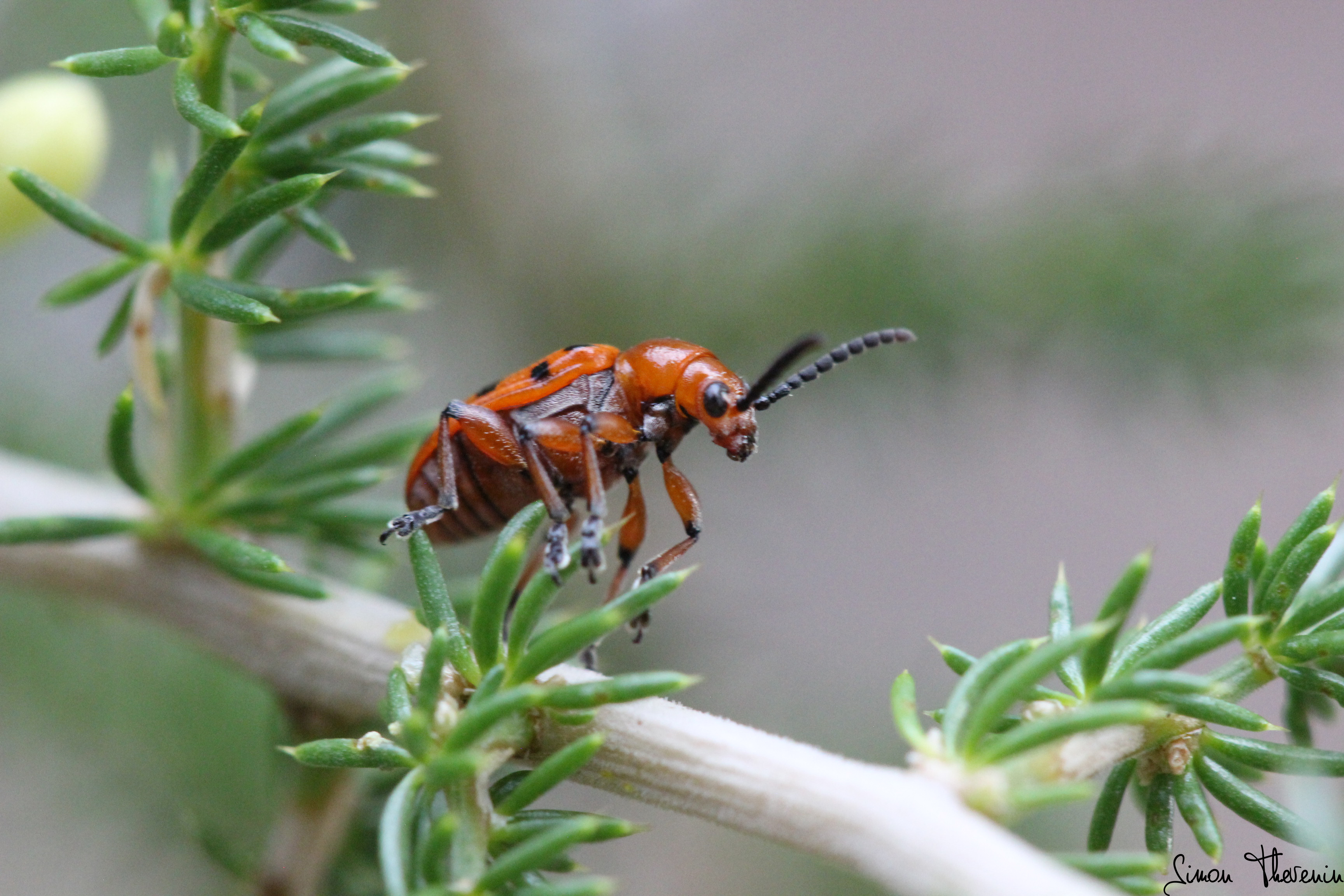
Imago de Crioceris duodecimpunctata sur une Asparagus acutifolius au moment de la floraison à Rognes.

Crioceris duodecimpunctata, le criocère à douze points, est une espèce de petits insectes coléoptères de la famille des Chrysomelidae, originaire d'Eurasie.
Cet insecte parasite les plantes du genre Asparagus. Il est considéré comme un ravageur tant de l'asperge potagère que des espèces cultivées à des fins ornementales, les dégâts étant surtout le fait des larves qui se nourrissent sur les baies et qui rongent l'épiderme vert des rameaux.

## Distribution
L'aire de répartition de Crioceris duodecimpunctata comprend l'Europe et l'Amérique du Nord.
Cette espèce, indigène en Europe, a été observée pour la première fois aux États-Unis à Baltimore (Maryland) vers 1881, s'étendant ensuite dans une grande partie du pays pour atteindre la côte du Pacifique dans les années 1950 et la Colombie-Britannique en 1962.

### Articles connexes

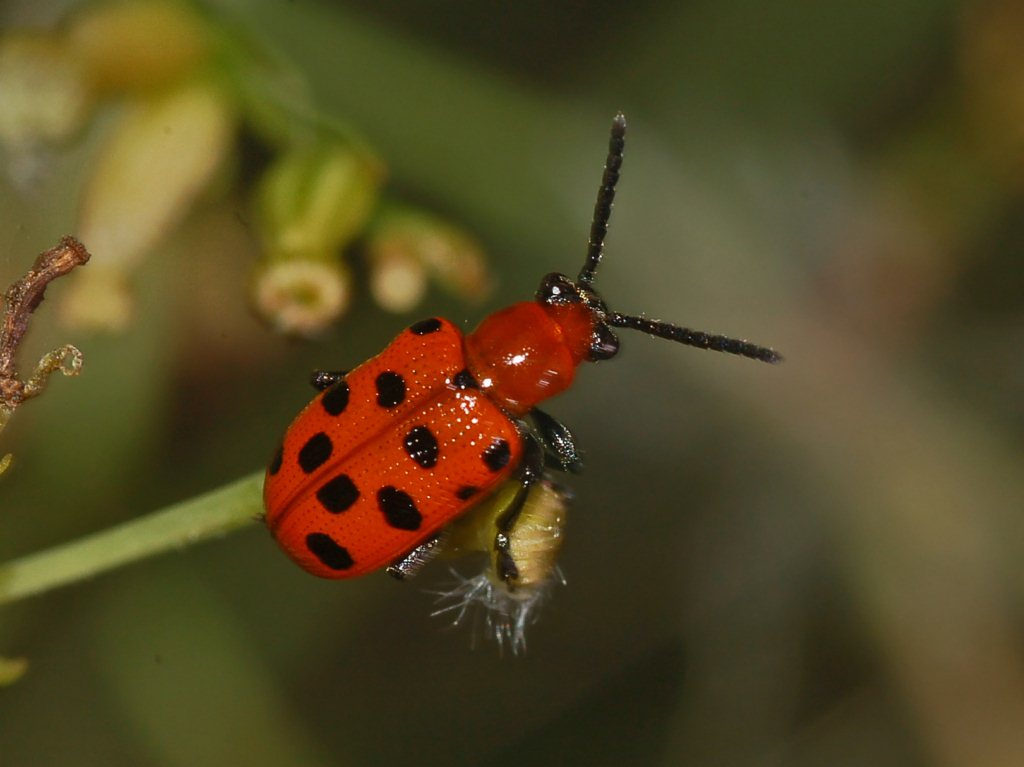
Criocère à douze points.